# Invincible (album Michaela Jacksona)
Invincible – ostatni album studyjny Michaela Jacksona. Został wydany 30 października 2001 roku przez wytwórnię Epic Records. Okładki płyty były dostępne w pięciu różnych kolorach - czerwonym, zielonym, pomarańczowym, niebieskim i srebrnym. Aktualnie tylko wersja ze srebrną okładką jest sprzedawana, druk pozostałych został zaprzestany. Do tej pory album sprzedał się w nakładzie ponad 6 milionów egzemplarzy na całym świecie.
W Polsce nagrania uzyskały certyfikat złotej płyty.
Invincible został ogłoszony najlepszą płytą dziesięciolecia według czytelników magazynu Billboard.

## Promocja albumu i single
Aby lepiej promować album, Michael Jackson zdecydował się dać 2 specjalne koncerty w Madison Square Garden z okazji 30 lecia kariery solowej do których doszło we wrześniu 2001 r. Jackson pojawił się na scenie wraz z braćmi po raz pierwszy od 1984 roku od trasy Victory Tour. Na koncercie wystąpili również Britney Spears, Mya, Usher, Whitney Houston, Tamia, *NSYNC oraz Slash.
Album promowały trzy single, „You Rock My World”, „Cry” i „Butterflies”. „Unbreakable” miało zostać wydane jako singel, jednak ze względu na nieścisłości umowy Sony odmówiło wydania go, wraz z resztą planowanych singli. „You Rock My World” zadebiutował na 7 miejscu na liście Billboard Hot 100, następnie „Butterflies” na 14 na tej samej liście oraz na miejscu 2 na Hot R&B/Hip-Hop Songs. „Heaven Can Wait” również ze względu na brak oficjalnego wydania dotarło jedynie do 74 miejsca na Hot R&B/Hip-Hop Songs.
Dodatkowo, w związku z wydarzeniami z 11 września 2001, Jackson pomógł zorganizować koncert United We Stand: What More Can I Give, był to koncert charytatywny, który odbył się na RFK Stadium w Waszyngtonie. Koncert transmitowano na antenie 21 października 2001, wystąpiło na nim kilkudziesięciu najważniejszych artystów. Jackson na koniec koncertu wykonywał swój nowy utwór „What More Can I Give”.

## Lista utworów
| 1.  | „Unbreakable” (Jackson/Jerkins/Jerkins III/Daniels/Payne/Smith)    | 6:25    |
|     |                                                                    |         |
| 2.  | „Heartbreaker” (Jackson/Jerkins/Jerkins III/Daniels/Mischke/Gregg) | 5:10    |
|     |                                                                    |         |
| 3.  | „Invincible” (Jackson/Jerkins/Jerkins III/Daniels/Gregg)           | 4:45    |
|     |                                                                    |         |
| 4.  | „Break of Dawn” (Dr. Freeze/Jackson)                               | 5:32    |
|     |                                                                    |         |
| 5.  | „Heaven Can Wait” (Jackson/Riley/Heard/Smith/Beal/Laues/Quiller)   | 4:49    |
|     |                                                                    |         |
| 6.  | „You Rock My World” (Jackson/Jerkins/Jerkins III/Daniels/Payne)    | 5:39    |
|     |                                                                    |         |
| 7.  | „Butterflies” (Harris/Ambrosius)                                   | 4:40    |
|     |                                                                    |         |
| 8.  | „Speechless” (Jackson)                                             | 3:18    |
|     |                                                                    |         |
| 9.  | „2000 Watts” (Jackson/Riley/Gibson/Henson)                         | 4:24    |
|     |                                                                    |         |
| 10. | „You Are My Life” (Jackson/Babyface/Sager/McClain)                 | 4:33    |
|     |                                                                    |         |
| 11. | „Privacy” (Jackson/Jerkins/Jerkins III/Daniels/Bell)               | 5:05    |
|     |                                                                    |         |
| 12. | „Don’t Walk Away” (Jackson/Riley/Stites/Vertelney)                 | 4:25    |
|     |                                                                    |         |
| 13. | „Cry” (R. Kelly)                                                   | 5:01    |
|     |                                                                    |         |
| 14. | „The Lost Children” (Jackson)                                      | 4:00    |
|     |                                                                    |         |
| 15. | „Whatever Happens” (Jackson/Riley/Cang/Quay/Williams)              | 4:56    |
|     |                                                                    |         |
| 16. | „Threatened” (Jackson/Jerkins/Jerkins III/Daniels)                 | 4:19    |
|     |                                                                    |         |
|     |                                                                    | 1:17:01 |
|     |                                                                    |         |

## Nagrody Grammy 2002
Pierwszy singel z albumu „You Rock My World” został nominowany do nagrody Grammy w kategorii Best Male Pop Vocal Performance, statuetkę otrzymał jednak James Taylor za „Don’t Let Me Be Lonely Tonight”.

## Specjalna dedykacja dla Benjamina Hermansena
Invincible dedykowana jest 15 letniemu Afro-norweskiemu chłopcu Benjaminowi Hermansenowi, który został zasztyletowany przez grupę neonazistów w Oslo, 26 stycznia 2001 roku. Jednym z powodów złożenia tego hołdu jest inny młody mieszkaniec Oslo, bliski przyjaciel Jacksona, Omer Bhatti, który był także dobrym przyjacielem Benjamina Hermansena.

Ten album dedykuje Benjaminowi „Benny” Hermansenowi. Należy pamiętać aby nie oceniać człowieka po kolorze jego skóry, ale po tym jaki ma charakter. Benjamin ... kochamy cię ... spoczywaj w pokoju.

## Odrzuty, wersje demo i inne utwory
- Another Day - przerobioną przez Kravitza w 2010 roku wersje wydano na pierwszym pośmiertnym albumie Króla Popu – Michael pod nazwą (I Can’t Make It) Another Day. Półtora minutowy fragment oryginalnej wersji utworu wyciekł do Internetu.
- A Place With No Name - Cały utwór przeciekł do internetu (4:55). Wraz ze zmiksowaną wersją wydany na drugim pośmiertnym albumie Króla Popu – Xscape
- Beautiful Girl (Demo) – wydany w 2004 roku na The Ultimate Collection.
- Blue Gangsta - cały utwór przeciekł do internetu (4:40). Wraz ze zmiksowaną wersją wydany na drugim pośmiertnym albumie Króla Popu – Xscape
- Chicago (Oryginalny tytuł "She Was Lovin' Me") – napisany i skomponowany w 1999 roku. Wraz ze zmiksowaną wersją wydany na drugim pośmiertnym albumie Króla Popu – Xscape
- Hollywood Tonight – nowa wersja utworu została opublikowana na składance Michael w 2010 roku. Wersja oryginalna (5:23) przeciekła do internetu 5 marca 2014 r.
- Shout - w ostatniej chwili zastąpiony przez You Are My Life. Wydany na B-side singla Cry w 2002 roku.
- The Way You Love Me - wydany w 2004 roku na The Ultimate Collection. Nowa wersja została wydana na pierwszym pośmiertnym albumie Króla Popu – Michael pod nazwą (I Like) The Way You Love Me.
- We've Had Enough - wydany w 2004 roku na The Ultimate Collection.
- Xscape - cały utwór przeciekł do internetu. Wraz ze zmiksowaną wersją wydany na drugim pośmiertnym albumie Króla Popu – Xscape.
- We Be Ballin - nowa wersja utworu rapera Ice Cube pt. We Be Clubbin’, w której Michael wykonuje refreny. Początkowo remix miał trafić do soundtrack’a gry NBA 98’, lecz utwór nigdy nie został oficjalnie wydany. Cały zaś przeciekł do Internetu.

## Pozycje na listach
| Lista (2001/2002)       | Najwyższa pozycja | Status     | Sprzedaż              |
| ----------------------- | ----------------- | ---------- | --------------------- |
| Australian Albums Chart | 1                 | 2x Platyna | 140,000               |
| Austrian Albums Chart   | 2                 | Złoto      | 20,000                |
| Brazilian Albums Chart  | 1                 | Złoto      | 70,000                |
| Canadian Top 50         | 3                 | —          | <50,000               |
| Danish Albums Chart     | 1                 | Złoto      | 25,000                |
| Dutch Albums Chart      | 1                 | Platyna    | 80,000                |
| Finnish Albums Chart    | 7                 | Złoto      | 16,621                |
| French Albums Chart     | 1                 | 2x Platyna | 575,000               |
| German Albums Chart     | 1                 | Platyna    | 300,000               |
| Italian Top 75          | 2                 | Platyna    | 100,000               |
| Japanese Albums Chart   | 5                 | Platyna    | 200,000               |
| Norwegian Albums Chart  | 1                 | Platyna    | 50,000                |
| Portuguese Albums Chart | 8                 | Złoto      | 20,000                |
| Swedish Albums Chart    | 1                 | Złoto      | 40,000                |
| Turkish Albums Chart    | 1                 | Platyna    | 120,000               |
| U.S. Billboard 200      | 1                 | 2x Platyna | 2,100,000 – 3,000,000 |
| UK Albums Chart         | 1                 | Platyna    | 350,000               |